# Lumley Lyster
Arthur Lumley St George Lyster (ur. 27 kwietnia 1888 w Warwickshire, zm. 4 sierpnia 1957 w Charminster) – oficer marynarki brytyjskiej, wiceadmirał, służył podczas obu wojen światowych. Używał głównie imienia Lumley.

## Życiorys
Służył w marynarce brytyjskiej od września 1902, w 1909 uzyskał stopień kapitana marynarki. Podczas I wojny światowej służył w składzie 6 Eskadry Krążowników Lekkich, w stopniu kapitana marynarki, a od 1917 komandora podporucznika. Za działania w charakterze oficera artyleryjskiego krążownika lekkiego HMS „Cassandra” został odznaczony orderem DSO. 
Od grudnia 1922 do 1923 służył jako oficer artyleryjski 1. Eskadry Bojowej na pancerniku, HMS „Barham”, od grudnia 1924 służył w Admiralicji. Od listopada 1926 do 1928 służył na pancerniku HMS „Nelson”. W latach 1929–1930 był członkiem Komitetu Uzbrojenia. W latach 1931–1932 odbył kurs taktyczny oraz kurs w szkole starszych oficerów. W 1932 dowodził krążownikiem HMS „Danae”, pływając po wodach amerykańskich. 
Od stycznia 1933 do 1935 dowodził niszczycielem HMS „Wallace” i 5 Flotyllą Niszczycieli Home Fleet. W latach 1935–1936 był komendantem Szkoły Artylerii Royal Navy (RN Gunnery School) w Chatham, a następnie zajmował stanowisko dyrektora szkolenia w Admiralicji (Director of Training and Staff Duties). Od grudnia 1937 do 1939, przed wojną, dowodził lotniskowcem HMS „Glorious” na Morzu Śródziemnym. 
Po wybuchu II wojny światowej, w stopniu kontradmirała, od grudnia 1939 do początku 1940 był dowódcą bazy Royal Navy w Scapa Flow (Rear-Admiral, Scapa). Służył podczas kampanii norweskiej, za co został wymieniony w sprawozdaniu (MID). Od 19 sierpnia 1940 służył jako dowódca lotniskowców brytyjskich na Morzu Śródziemnym (Rear-Admiral, Aircraft Carriers), na pokładzie HMS „Illustrious”. Opracowywał plan ataku na Tarent 11 listopada 1940, zakończonego wyeliminowaniem na pewien czas zagrożenia ze strony floty włoskiej. Od maja 1941 do lipca 1942 zajmował stanowisko Piątego Lorda Morskiego i zwierzchnika lotnictwa marynarki (Chief of Naval Air Services) w Radzie Admiralicji
Od 11 lipca 1942 do początku 1943 dowodził lotniskowcami Floty Metropolii, na pokładzie HMS „Victorious”. Brał udział w sierpniu 1942 w operacji konwojowej Pedestal na Maltę, koordynując operacje lotnicze zespołu lotniskowców w ciężkich walkach z lotnictwem Osi. Za udział w tej operacji otrzymał komandorię Orderu Imperium Brytyjskiego (CBE).
Od 27 kwietnia 1943 do końca wojny zajmował stanowisko flagowego oficerem szkolenia i administracji lotniskowców (Flag Officer Carrier Training and Administration). 27 lipca 1945 odszedł w stan spoczynku.
W 1916 ożenił się z Daisy Agnes, mieli trzy córki.

## Kariera
- 15 marca 1908 – Acting Sub-Lieutenant (podporucznik marynarki)
- 21 grudnia 1908 – Sub-Lieutenant (porucznik marynarki), ze starszeństwem od 15 marca 1908
- 15 marca 1909 – Lieutenant (kapitan marynarki)
- 15 marca 1917 – Lieutenant-Commander (komandor podporucznik)
- 30 czerwca 1921 – Commander (komandor porucznik)
- 30 czerwca 1928 – Captain (komandor)
- 1 sierpnia 1939 – Rear-Admiral (kontradmirał)
- 29 października 1942 – Vice-Admiral (wiceadmirał)
- 27 lipca 1945 – stan spoczynku

## Ordery i odznaczenia
- Order Korony Włoch (12 maja 1917)
- Distinguished Service Order (DSO) (27 czerwca 1919)
- komandor Królewskiego Orderu Wiktoriańskiego (CVO) (29 stycznia 1936)
- wymieniony w rozkazie (Mentioned in Despatches, MID) (26 września 1940)
- kawaler Orderu Łaźni (CB) (1 stycznia 1941)
- komandor Orderu Imperium Brytyjskiego (CBE) (8 września 1942)
- komandor Orderu Łaźni (KCB) (2 czerwca 1943)